# Bryum depressum
Bryum depressum là một loài Rêu trong họ Bryaceae. Loài này được Müll. Hal. ex Broth. mô tả khoa học đầu tiên năm 1897.